# David Kirkwood
David Kirkwood (né le 20 septembre 1935 à Jackson dans le Mississippi et décédé le 8 janvier 2012) est un pentathlète moderne américain. Il participe aux Jeux olympiques d'été de 1964 et remporte la médaille d'argent dans la compétition par équipes.

## Palmarès

### Jeux olympiques
- Jeux olympiques de 1964 à Tokyo,  Japon
  -  Médaille d'argent.